# Budapest–Murakeresztúr-vasútvonal
Budapest–Murakeresztúr-vasútvonal a MÁV és a GYSEV 30-as számú 25 kV 50 Hz-cel villamosított magyarországi vasúti fővonala. A vasúti pálya Budapest-Déli és Szabadbattyán között kétvágányú, a Balaton déli partján szakaszosan kétvágányú, a vonal többi része egyvágányú.
Magyarország egyik legfontosabb és legforgalmasabb vasútvonala: a Velencei-tó és a Balaton miatt turisztikai szempontból és budapesti elővárosi vonalként két nagyváros, Budapest és Székesfehérvár regionális forgalmát is bonyolítja, mindezek mellett pedig távolsági és nemzetközi forgalma is jelentős. Része a transz-európai vasúti áruszállítási hálózatnak. Balatonszentgyörgynél ágazik el belőle a Keszthely–Tapolca–Ukk irányú, 26-os számú Balatonszentgyörgy–Tapolca–Ukk-vasútvonal.
A GYSEV 2025. július 1-jétől Balatonszentgyörgytől Murakersztúr országhatárig átvette az üzemeltetést.

## Története

### A kezdetek
1858-1861 között építette a Déli Vaspálya Társaság Budapest-Déli pályaudvarral együtt. A pályaudvar neve akkor még Buda állomás volt. Kelenföld állomás később épült, az 1880-as években az 1-es és a 40-es vonalak üzembe helyezése idején. A második vágány Székesfehérvár és Dinnyés között 1928-ban, Dinnyés és Kápolnásnyék között 1929-ben, Kápolnásnyék és Baracska között 1952-ben, Baracska és Tárnok között 1953-ban, a Déli és a Kelenföldi pályaudvar között 1958-ban készült el. 1981-ben a Déli pályaudvartól Kelenföldig, 1987-ben Szabadbattyánig villamosították a vonalat. Az állomások felvételi épületei az osztrák Carl Schlimp típustervei alapján készültek.

### Budapest–Székesfehérvár-vonal fejlesztése
A Budapesten belüli helyi és elővárosi vasúti közlekedés fejlesztéseként európai uniós pénzekből a vonalon és a 40-es vonalon egy állomás és két megállóhely átépült, illetve egy új megállóhely létesült, mindegyik ugyanazt a kialakítást követve. Ezeket 2007 márciusában adták át végleg az utasoknak.
- Érd alsó
- Érdliget (40)
- Érd felső (40)
- Barosstelep (új megállóhely Nagytétényben, 40)

A 2008/2009-es menetrend előtt a 40-es vonalon lévő megállóknak is szerepe volt a vonal forgalmában, akkor viszont egy teljesen új menetrend került bevezetésre, amely alapján a 30-as vonalon továbbközlekedő vonatok a 40-esen csak Budatétény és Érd felső megállóhelyeken állnak meg. 2014-ben Budafok és Barosstelep megállóhelyek is fontos szerepet kaptak a 40-es vonalon.
A 2008-ban elkezdett felújítás keretében európai uniós pénzekből 2013-ra teljesen megújult a vasútvonal. A cél a menetidő csökkentése, a gyakori lassújelek megszüntetése és a 160 km/h általános pályasebesség elérése Nagytétény és Velence, valamint Agárd és Székesfehérvár között – kivéve a Velencei-tó mellett Velence és Agárd között, ahol a jelentős gyalogosforgalom miatt biztonsági okokból nem megengedhető a 160 km/h-s sebesség, így itt 120 km/h a megengedett pályasebesség. Fontos megjegyezni azonban, hogy a 160 km/h sebességet csak az ETCS (European Train Control System - Európai Vonatbefolyásoló Rendszer) vonatbefolyásoló berendezés kiépítése után engedélyezték. Kelenföld és Tárnok között megépítették a hiányzó második vágányt, így Kelenföldtől Szabadbattyánig végig kétvágányú lett a pálya. Ezzel nőtt a vonal kapacitása, áteresztő képessége és csökkent a zavarérzékenysége.
2008-ban Gárdony vasútállomás vágányzatának átépítésével kezdődött el a munka. Új Dinnyés megállóhelyet építettek a falu mellé a távolabbi állomás (ma Ódinnyés forgalmi kitérő) helyett, valamint Kelenföld és Tárnok állomások között kétvágányúvá építették át a pályát.
2012 decemberében adták át a megújult vasúti pályát Tárnoktól Székesfehérvárig. 2013. szeptember 16-án, hétfőn megindult két vágányon a közlekedés Kelenföld és Tárnok közt és ezzel a  Nagytétény vasútállomást felváltó Kastélypark megállóhely is használatba került.
A vasútvonalat Siemens biztosítóberendezéssel látták el. Az 53 millió eurós beruházás megrendelője a Nemzeti Infrastruktúra Fejlesztő (NIF) Zrt. A Siemens két Simis típusú elektronikus váltó- és jelzőállító központot, egy Iltis típusú távvezérlési rendszert, valamint 15 darab Simis LC típusú, az útátjárók biztosítására szolgáló berendezést tartalmaz. Az üzembe helyezésre 2013-ban került sor. A vonalszakaszon a vasúti közlekedést a Trainguard 200 RBC típusú berendezés, az Európai Vonatbefolyásoló Rendszer (ETCS) egyik eleme felügyeli majd, amelynek alkatrészei a Siemens és partnereinek üzemeiben Budapesten, Wallisellenben (Svájc) és Braunschweigben (Németország) készültek. Ferencváros és Székesfehérvár között 2020 decemberében helyezték üzembe az új ETCS L2 rendszert.
A Tárnok–Martonvásár közötti vasúti pálya felújítása a munkálatokhoz használt RU 800 S típusú vágányátépítő gépnek köszönhetően csökkentette a vasúti közlekedés forgalomkorlátozását. A pályaszakasz felújítása egy Magyarországon addig ritkán használt módszerrel, az úgynevezett nagygépes technológiával történt. A munkálatokhoz használt RU 800 S a világon az első gép, amellyel az átépítés folyamatosan végezhető. A 177 méter (további egységekkel, így például a vasbetonalj-szállítóval kiegészülve közel 800 méter) hosszú és 692 tonna tömegű egyedi vágányátépítő gép elvégezte a munkát. A MÁV-vonalon korábban még nem alkalmazott gép először felbontja a régi vágányt, felszedi a vasbeton aljakat, újakat fektet le, befűzi az új síneket, a bontott aljakat vasúti kocsira rakja, s az újakat szintén vagonról építi be. A vágányátépítő gép napi 10 órás műszakban dolgozva 1500-2000 méter vonal teljes átépítésére képes, elméletben a 15 vonalkilométernyi állomásköz teljes átépítése 10 munkanap lett volna.

## Pálya, műtárgyak
Az 1861-ben épült vasútvonal Budapest–Szabadbattyán vasútállomás közötti szakasza kétvágányú, a Szabadbattyántól Murakeresztúrig tartó szakasza többnyire egyvágányú (kivéve a Siófok és Zamárdi felső közötti, valamint a Balatonszemes elágazás és Balatonlelle felső állomások közötti szakaszokat, melyek kétvágányúsítása a 2010-es években végrehajtott felújítással együtt került megvalósításra). A második vágány Székesfehérvár–Szabadbattyán között 1940-ben épült meg. Ez a szakasz 1987-ben kapott felsővezetéket. Tovább Siófokig 1988-ban, Fonyódig 1989-ben, Fonyódtól Keszthelyigig 1990-ben készült el a felsővezeték. Fonyód felvételi épülete 1986-ban, a siófoki 1987-ben nyerte el a mai formáját. (A két forgalmas állomás ekkor kapott széles peronokat és föléjük a ma is látható tetőket.) Balatonszentgyörgytől Murakeresztúrig a MÁV és az olasz GOMECO által vasútvillamosításra alapított Viacom vállalkozás építette ki a felsővezetéket 1998-ban. (Szabadbattyántól 2×25 kV rendszerben üzemel, egészen Kapospuláig.) A koncessziós építkezés a magyar pályavasutat igen kedvezőtlenül érintette, hiszen 2018-ig tetemes koncessziós díjat kellett volna fizetnie a vezetékek használatáért.
A fonyódi állomás felső szintjén 1993-ban beüzemelt, majd 2011-ben felújított forgalomirányító központból felügyelik a Szabadbattyán - Nagykanizsa közötti szakasz gördülékeny működését.

### Vonalvezetés
Igen változatos vonalvezetésű. A Déli pályaudvar után a Gellért-hegy alatti kétvágányos alagúton át éri el a pálya a Kelenföldet. Ezen a szakaszon alapértelmezetten bal oldali közlekedés van érvényben. Kelenföldtől párhuzamosan fut a 40-es vasútvonallal. Budafok megállóhelytől Nagytétény állomásig a Duna partján halad a pálya, viszont még mielőtt Háros állomás mellé érne, egy hosszú ívvel eltávolodik a 40-es vonatól. Budapestről kiérve átszeli Érdet, ahol a ismét a 40-es vonallal találkozik: az egy felüljárón keresztezi. Tárnokon becsatlakozik az Érd elágazástól (Érd felső megállóhely) induló, 40-essel összekötő Érdi összekötő vágány. Onnantól hosszan halad a Mezőföld északi peremén, Martonvásár előtt ér át Pest vármegyéből Fejérbe. A Velencei-tavat délről megkerülve éri el Székesfehérvárt. A vonal folytatása a Balaton déli partján halad, amely egészen a horvát határig tart.

### Engedélyezett sebesség
| Kezdőpont          | Végpont            | Táv [km] | Sebesség [km/h] |
| ------------------ | ------------------ | -------- | --------------- |
| Budapest-Déli      | Budapest-Kelenföld | 4        | 80              |
| Budapest-Kelenföld | Albertfalva        | 4        | 100             |
| Albertfalva        | Tárnok             | 16       | 120             |
| Tárnok             | Velence            | 23       | 160             |
| Velence            | Agárd              | 5        | 120             |
| Agárd              | Székesfehérvár     | 15       | 160             |
| Székesfehérvár     | Balatonszentgyörgy | 113      | 120             |
| Balatonszentgyörgy | Zalakomár          | 20       | 90              |
| Zalakomár          | Murakeresztúr      | 42       | 100             |

Az ETCS L2 vonatbefolyásoló berendezés telepítésének befejezéséig 120 km/h volt a megengedett legnagyobb sebesség. 2022-ben viszont telepítették ezt a berendezést, így az ilyen berendezésekkel ellátott vasúti járművek, köztük az elővárosi forgalomban résztvevő Stadler FLIRT motorvonatok és az IC-vonatok élén gyakran előforduló Bombardier TRAXX mozdonyok a fent említett szakaszokon akár 160 km-es óránkénti sebességgel is közlekedhetnek. 2025-től amennyiben késéssel közlekedik egy olyan vonat, melynek járművei alkalmasak a 160 km/h-s közlekedésre, külön rendelkezésre kihasználhatják azt.

## Forgalom
A hivatásforgalom egész évben nagy, nyáron ezt még tovább növeli a Velencei-tó és a Balaton miatti jelentős üdülőforgalom.
Az Agram és a Gradec a Déli pályaudvarról indul Horvátország fővárosa, Zágráb felé.
2008-ban vezették be az ütemes menetrendet. A pályarekonstrukciót követő 2018-as nyári menetrendtől kezdve óránként közlekednek szezonális InterCity vonatok Balaton és Tópart néven, előbbi Keszthely, utóbbi Nagykanizsa felé. Székesfehérvár-Siófok között kétórás ütemben közlekednek személyvonatok, Siófok-Fonyód között az InterCity vonatok csak a nagyobb állomásokon állnak meg. A két város közötti, kis forgalmú megállóhelyeket nyáron a Déli -> parti -InterRégió vonatok szolgálják ki, az év többi részében pedig napi 2 sebesvonat áll meg a két város között. Fonyód és Balatonszentgyörgy között az IC-k által ki nem szolgált állomásokat a Győr-Kaposvár között közlekedő Helikon InterRégió vonatok szolgálják ki. Az észak-magyarországi régióból is elérhetővé vált a Balaton déli partja a 2021-től Szobról induló Jégmadár expresszvonattal, amely Fonyódig közlekedik. A vonalon jelentős a teherforgalom is, számos cég vonata közlekedik erre, Horvátország felé tartó tehervonatokkal.
A 2020-as téli menetrendváltástól a téli időszakban sem szűntek meg a Balaton és Tópart expresszvonatok, azonban a mentrendváltáskor IC vonattá nyilvánították őket, azóta Balaton és Tópart IC-ként közlekednek, így egész évben elérhetővé vált ezekkel a vonatokkal a Balaton déli partja.
A 2021-es előszezontól a Balaton InterCity vonatokban étkezőkocsi, illetve 1. osztályú kocsi is közlekedik.
A vonatok többsége 2022. április 3-tól Maroshegy (korábbi nevén Székesfehérvár-Repülőtér) megállóhelyen, április 10-től Bélatelep, Alsóbélatelep, Balatonfenyves alsó, Máriahullámtelep, Máriaszőlőtelep és Balatonberény megállóhelyeken csak feltételesen áll meg.

### Elővárosi vonatok
A 2013/2014-es menetrendváltással megjelentek a vonalon a Székesfehérvár–Kelenföld–Kőbánya-Kispest viszonylatú gyorsított személyvonatok, melyek a Budapesten belüli vasúti közlekedést kívánják részben biztosítani S-Bahn jelleggel A 2014/2015-ös menetrendváltással pedig ezen a viszonylatban már félóránként járnak személyvonatok S36-os (Kőbánya-Kispest–Érd alsó–Tárnok) és G43-as  (Kőbánya-Kispest–Érd felső–Székesfehérvár) viszonylatjelzéssel.
A vonalon az úgynevezett „zónázó” rendszerű közlekedés van érvényben. A zónahatár a vasútvonalon Tárnok, óránként indulnak személyvonatok. A zónázó vonatok Tárnokig csak Kelenföld állomáson és Érd alsó megállóhelyen állnak meg; Tárnoktól mindenhol. Munkanapokon közlekednek plusz zónázó vonatok csak Martonvásárig. Emellett 2013 decemberétől gyorsított személyvonatok közlekednek Kőbánya-Kispestről Érd felsőn át Székesfehérvárra. 2013 decemberében bevezették a viszonylatszámozást, így a vasútvonalon az alábbi járatok közlekednek:
| Viszonylat | Végállomások    | Végállomások   | Indult             | Megjegyzés                    |
| ---------- | --------------- | -------------- | ------------------ | ----------------------------- |
| S30        | Budapest-Déli   | Székesfehérvár | 2013. december 15. |                               |
| Z30        | Budapest-Déli   | Székesfehérvár | 2013. december 15. |                               |
| G30        | Budapest-Déli   | Székesfehérvár | 2016. május 14.    | Csak nyáron közlekedik.       |
| S34        | Budapest-Déli   | Keszthely      | 2015. december 11. | Csak nyáron közlekedik.       |
| S35        | Budapest-Déli   | Nagykanizsa    | 2013. december 15. | Csak nyáron közlekedik.       |
| S36        | Kőbánya-Kispest | Martonvásár    | 2014. december 14. |                               |
| G43        | Kőbánya-Kispest | Székesfehérvár | 2013. december 15. |                               |
| G44        | Tárnok          | Budapest-Déli  | 2016. április 4.   | Csak egy irányban közlekedik. |

Korábban, 2013 és 2014 decembere között G34-es jelzéssel is közlekedett vonat Keszthelyre.

### Távolsági vonatok
A vonalon haladnak Közép-Dunántúlra a gyors és InterCity vonatok, illetve néhány, az előbbi órás ütem szerinti, de Székesfehérváron túlmenő személyvonat. Szintén a Déli pályaudvarról indulnak a gyorsvonatok a 30-as, illetve 29-es vonalon a Balaton déli, illetve északi partjára, valamint az InterCity vonatok a 20-as vonalon Veszprémen át Szombathelyre (Bakony) és Zalaegerszegre (Göcsej). Ezek a vonatok Kelenföld és Székesfehérvár között jelenleg nem állnak meg. A Balatonra télen csak kevés vonat jár, korábban a 2019/2020-as menetrendváltásig Szombathelyre és közvetlen kocsival Zalaegerszegre napközben kétóránként, ütemes menetrend szerint volt gyorsvonat, amely Boba vasútállomásig egyesítve közlekedett.
Nyáron a Balatonra a gyorsvonatok jóval sűrűbben indulnak, valamint több, csak nyáron közlekedő sebesvonat is indul a Déli pályaudvarról, illetve átlós fürdősvonatok járnak Záhonyból, Miskolcról és Szegedről, köztük egy expresszvonat. Ezeknek a vonatoknak nagyobb része megáll a Velencei-tó partján is. A 2010-es nyári menetrendben a 140-es vonalhoz hasonlóan egyesített InterCity+gyorsvonatok is közlekedtek a déli partra kétóránkénti gyakorisággal, de a 2010–2011-es menetrendben ez már nem valósult meg.
A Citadella nemzetközi InterCity szintén a Déli pályaudvarról indul a gyorsvonatok ütemébe illeszkedve. Ezeken kívül nyáron még egy nemzetközi gyorsvonat (Adria) közlekedik a Keleti pályaudvarról az egész évben közlekedő Agram nemzetközi InterCity (Budapest-Déli–Zágráb) mellett. Ezek a nemzetközi vonatok Zágrábba (Agram, Gradec), Splitbe (Adria) Ljubljanába (Citadella) és Fiuméba (Istria) közlekednek. Székesfehérvárig (a gyorsvonatokhoz hasonlóan) csak Kelenföldön állnak meg.
2011. december 11-én a MÁV Magyar Államvasutak Zrt. és a Trenitalia közötti jogvita miatt megszűnt az 1994 óta Budapest-Keleti pályaudvar és az olaszországi Velence között közlekedő Venezia EuroNight.

### Utasforgalom
Magyarország harmadik legforgalmasabb elővárosi vasútvonala. 2019-ben átlagosan 25809 fő utazott rajta naponta.
A járatokat igénybe vevő utasok számát az alábbi táblázat tartalmazza, nem számítva a jogszabály alapján díjmentesen utazókat (65 év felettiek, 6 év alattiak, határon túli magyarok, díjmentesen utazó diákcsoportok), valamint a fővároson belül Budapest-bérletet használókat.
| Év   | Utasszám   | Változás |
| ---- | ---------- | -------- |
| 2015 | 7,0 millió |          |
| 2016 | 7,2 millió | +3%      |
| 2017 | 8,0 millió | +11%     |
| 2018 | 9,4 millió | +18%     |

### Járművek

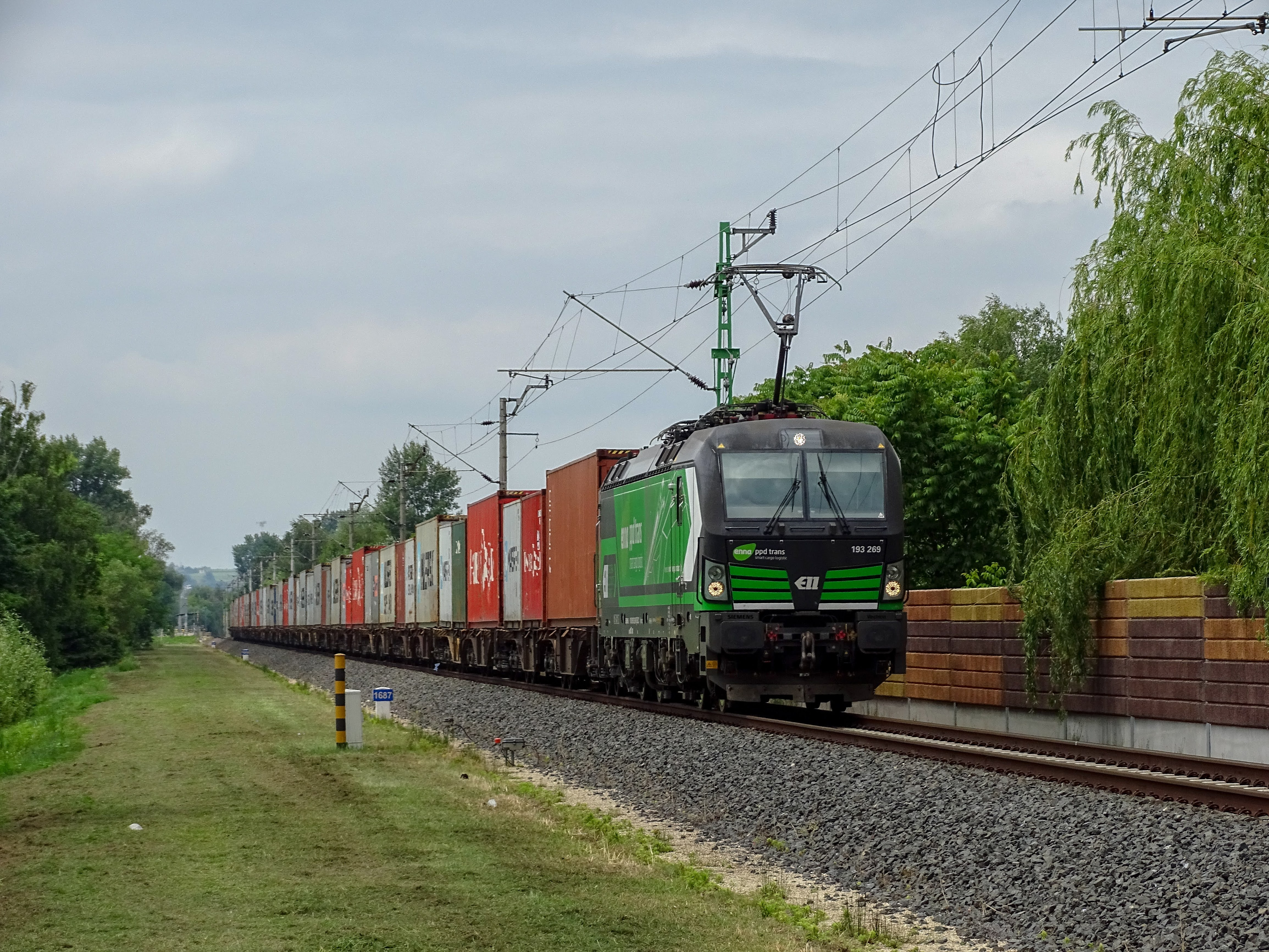
Gyékényesről Soroksári út rendezőre közlekedő konténervonat a vonalon

2007 és 2010 között a MÁV 60 darab Stadler FLIRT nevű korszerű motorvonatot állított az elővárosi forgalomba, egy részét erre a vonalra, ezzel jelentősen javítva az utazási komforton.
A motorvonatok a vonal forgalmában jelenleg Budapest-Déli–Martonvásár, a Budapest-Déli–Székesfehérvár és a Budapest-Déli–Siófok viszonylatokon vesznek részt, minden esetben személy- vagy gyorsított vonatként, illetve a Budapest-Déli–Veszprém viszonylaton gyorsvonatként. Sok olyan elővárosi járat van azonban – legfőképpen munkanapokon, hajnalban és este –, amik halberstadti személykocsikból kerülnek kiállításra. Ezeket, és a távolsági vonatokat is rendszerint V43-s illetve 480-as mozdonyok húzzák, de a tehervonatok élén gyakran látható V63-as szintén előfordul a személyszállító vonatok élén. Ritkán nehéz tehervonatokat vontató M62-es mozdony is feltűnik. A MÁV-START 2014–2015-ben forgalomba állt további 42 FLIRT motorvonata közül 8 a székesfehérvári és a pusztaszabolcsi vonalon váltja ki az összes elővárosi forgalomban közlekedő mozdony vontatta szerelvényt, ezzel a régi Bhv-s ingavonatok eltűntek ezekről a vasútvonalakról.
2022. július 11-étől augusztus 18-ig emeletes Stadler KISS motorvonat is közlekedett a vonalon a G43-as viszonylaton. 2022. október 24-étől ismét jár emeletes Stadler KISS motorvonat a vonalon a G43-as és az S36-os viszonylatokon.
Az InterCity vonatokat általában MÁV V43 (Szili), vagy MÁV 480 (TRAXX) ritkán 630 Gigant sorozatú villanymozdonyok továbbítják. A személyvonatokat Stadler FLIRT, a vonalon közlekedő InterRégiók (Helikon, Pannónia) pedig Siemens Desiro a nyáron közlekedö déli parti InterRégiókat pedig Stadler Flirt motorvonatokkal adják ki.
A nemzetközi gyorsvonatokat általában 300-as (Cirmos) Szilik továbbítják. A nyári menetrendben MÁV 630 sorozatú (Gigant) mozdonyok is felbukkannak a vonalon.
A tehervonatok élén számos mozdonytípus közlekedik erre.
Az InterCity járatok hibrid vonatként közlekednek 1-2 IC + 3-5 halberstadti kocsival.
A Balaton IC 2021 előszezonjában 1. osztályú kocsit és étkezőkocsit is továbbít, a 2. osztályú IC-kocsik és a gyorsvonati (halberstadti) kocsik mellett.
2021 nyarától főszezonban az IC vonatokat kivétel nélkül 480-as TRAXX mozdonyok továbbítják valamint a 2. osztályú IC kocsik száma egységesen háromra emelkedik, az IC k  1. osztályú IC kocsit is továbbítanak A Balaton IC étkezőkocsit is továbbít.

## Tervezett fejlesztések
2017 végére elkészült a vonal Balaton menti szakaszának felújítása, amely magába foglalta a sebesség emelését, magasperonok építését, továbbá Szabadifürdő és Zamárdi felső között a meglévő egyvágányú szakasz helyett új, kétvágányú vasúti pálya épült. 2014 őszén elindultak a felújítási munkálatok a vonal Lepsény–Szántód-Kőröshegy szakaszán. A 32 kilométeres szakasz felújítása 2015 nyarára készült el. A Budapest és Zamárdi közötti utazási idő az átlagos 110 percről 80-89 percre csökkent. A felújított szakaszon 17 kilométer hosszan zaj- és rezgéscsillapító sínágyazatot fektettek le, valamint a települések közelében összesen négy kilométer hosszan zajárnyékoló falat telepítettek. 2015 nyarától a vonatok a korábbi 60–80 km/h helyett 100 km/h sebességgel haladnak. A beruházás 29,9 milliárd forintból valósult meg 85 százalékos uniós és 15 százalékos hazai forrás felhasználásával.
2016-tól kezdve tovább folytatódtak a vonal dél-balatoni szakaszának felújítási munkálatai. 2016 áprilisában elindultak a Szántód-Kőröshegy–Balatonszentgyörgy közötti szakasz előkészületi munkálatai a Szántód-Kőröshegy–Balatonszárszó közötti 6 kilométer hosszú részen. A fejlesztés során mintegy 15 kilométer hosszan építettek zajárnyékoló falat, valamint 32 kilométer hosszan telepítettek rugalmas, rezgéscsillapító sínágyazatot. A gyalogos és útátjárók is korszerűsítésre kerültek. Fonyód és Bélatelep között új hullámtörő épült, illetve Balatonmáriafürdőn új megállóhely került telepítésre. A megállóhelyeken magasperonok épültek. 2018 nyarától már ezen a szakaszon is 100 km/h-val haladnak a vonatok. 2017-ben újjáépült Máriaszőlőtelep megállóhely.

## Viszonylatok
A lista a 2022–2023-es menetrend adatait tartalmazza.

| Vonat                                              | Útvonal |
| személyvonatok                                     | személyvonatok |
| -------------------------------------------------- | --- |
| S30                                                | Budapest-Déli – Érd alsó – Martonvásár – Gárdony – Székesfehérvár (– Fonyód)                                                               |
| G30                                                | Budapest-Déli – Érd alsó – Gárdony – Székesfehérvár (csak nyári szezonban közlekedik)                                                      |
| Z30                                                | Budapest-Déli – Érd alsó – Martonvásár – Gárdony – Székesfehérvár                                                                          |
| S34                                                | Budapest-Déli – Érd alsó – Székesfehérvár – Siófok – Balatonszentgyörgy – Keszthely (csak nyári szezonban közlekedik)                      |
| S35                                                | Budapest-Déli – Székesfehérvár – Siófok – Balatonszentgyörgy – Nagykanizsa (csak nyári szezonban közlekedik)                               |
| S36                                                | Kőbánya-Kispest – Érd alsó – Tárnok – Martonvásár – Kápolnásnyék                                                                           |
| G43                                                | Kőbánya-Kispest – Érd felső – Tárnok – Székesfehérvár                                                                                      |
| G44                                                | Tárnok – Érd felső – Budapest-Déli (csak Budapest felé)                                                                                    |
| személy                                            | Budapest-Déli – Székesfehérvár – Veszprém (– Celldömölk)                                                                                   |
| személy                                            | Budapest-Déli – Érd alsó – Martonvásár – Gárdony – Székesfehérvár – Siófok                                                                 |
| személy                                            | Budapest-Déli – Martonvásár – Gárdony – Székesfehérvár – Balatonfüred (csak nyári szezonban közlekedik)                                    |
| IR 8511                                            | Siófok – Székesfehérvár – Gárdony – Martonvásár – Érd alsó – Budapest-Déli (csak Budapest felé)                                            |
| IR 19751-19768 KATICA                              | Budapest-Déli – Székesfehérvár – Balatonfüred (csak nyári szezonban közlekedik)                                                            |
| IR 19711-19771 VÍZIPÓK                             | Budapest-Déli – Székesfehérvár – Balatonfüred (csak nyári szezonban közlekedik)                                                            |
| IR 18404-18708 DÉLI PARTI                          | Budapest-Déli – Érd alsó – Székesfehérvár – Siófok – Fonyód (– Balatonszentgyörgy) (nyári szezonban közlekedik)                            |
| IR 18700/18701 VITORLÁS                            | Szolnok – Nagykáta – Sülysáp – Siófok – Fonyód (nyári szezonban közlekedik)                                                                |
| IR 18603 ESTI CSÓK                                 | Fonyód – Siófok – Kőbánya-Kispest (csak Budapest felé) (nyári szezonban közlekedik)                                                        |
| IR 18605 NAPFÜRDŐ                                  | Balatonszemes – Siófok – Kőbánya-Kispest (csak Budapest felé) (nyári szezonban közlekedik)                                                 |
| sebesvonatok                                       | |
| 8609                                               | Keszthely – Balatonszentgyörgy – Fonyód – Siófok – Székesfehérvár – Érd alsó – Budapest-Déli (csak Budapest felé)                          |
| 9702-9797                                          | Budapest-Déli – Székesfehérvár – Balatonfüred – Tapolca                                                                                    |
| 1972/1973 CSABAI TEKERGŐ                           | Békéscsaba –Szolnok – Cegléd – Kőbánya-Kispest – Székesfehérvár – Balatonfüred – Tapolca (nyári szezonban közlekedik)                      |
| expresszvonatok (csak nyári szezonban közlekednek) | |
| Ex 18703/18792 JÉGMADÁR                            | Szob – Vác – Budapest-Kelenföld – Székesfehérvár – Siófok – Fonyód                                                                         |
| Ex 15606/15607 EZÜSTPART                           | Miskolc-Tiszai – Hatvan – Székesfehérvár – Siófok – Fonyód                                                                                 |
| Ex 1786/1787 ARANYHÍD                              | Szeged – Cegléd – Kőbánya-Kispest – Székesfehérvár – Siófok – Balatonszentgyörgy                                                           |
| Ex 16706/16709 ARANYPART                           | Záhony – Nyíregyháza – Debrecen – Kőbánya-Kispest – Székesfehérvár – Siófok – Fonyód                                                       |
| Ex 16906/16907 SZABOLCSI TEKERGŐ                   | Záhony – Nyíregyháza – Debrecen – Kőbánya-Kispest – Székesfehérvár – Balatonfüred – Zánka-Erzsébettábor                                    |
| Ex 1975 TEKERGŐ                                    | Balatonfüred – Székesfehérvár – Budapest-Kelenföld (csak Budapest felé)                                                                    |
| Ex 1674/1677 PANORÁMA                              | Nyíregyháza – Debrecen – Szolnok – Velence – Siófok                                                                                        |
| InterCity                                          | |
| IC 900-9006 BAKONY                                 | Budapest-Déli – Székesfehérvár – Veszprém – Boba – Szombathely                                                                             |
| IC 950-959 GÖCSEJ                                  | Budapest-Déli – Székesfehérvár – Veszprém – Jánosháza – Zalaegerszeg                                                                       |
| IC 860-877 BALATON                                 | Budapest-Déli – Székesfehérvár – Siófok – Balatonszentgyörgy – Keszthely                                                                   |
| IC 840-857 TÓPART                                  | Budapest-Déli – Székesfehérvár – Siófok – Balatonszentgyörgy – Nagykanizsa                                                                 |
| IC 19700-19797 KÉK HULLÁM                          | Budapest-Déli – Székesfehérvár – Balatonfüred – Tapolca (– Szombathely) (csak nyári szezonban közlekedik)                                  |
| IC 1979 LEVENDULA                                  | Tapolca – Balatonfüred – Székesfehérvár – Budapest-Déli (csak nyári szezonban közlekedik)                                                  |
| nemzetközi vonatok                                 | |
| IC 246/247 CITADELLA                               | Budapest-Déli – Székesfehérvár – Veszprém – Jánosháza – Zalaegerszeg – Őriszentpéter – Ljubljana (– Koper)                                 |
| IC 201/204 AGRAM                                   | Budapest-Déli – Székesfehérvár – Siófok – Balatonszentgyörgy – Nagykanizsa – Gyékényes – Zagreb                                            |
| IC 1204/1205 ADRIA                                 | Budapest-Keleti – Székesfehérvár – Siófok – Balatonszentgyörgy – Nagykanizsa – Gyékényes – Split (csak nyári szezonban közlekedik)         |
| Ex 1246/1247 ISTRIA                                | Budapest-Déli – Székesfehérvár – Veszprém – Jánosháza – Zalaegerszeg – Őriszentpéter – Ljubljana – Koper (csak nyári szezonban közlekedik) |

## Képgaléria

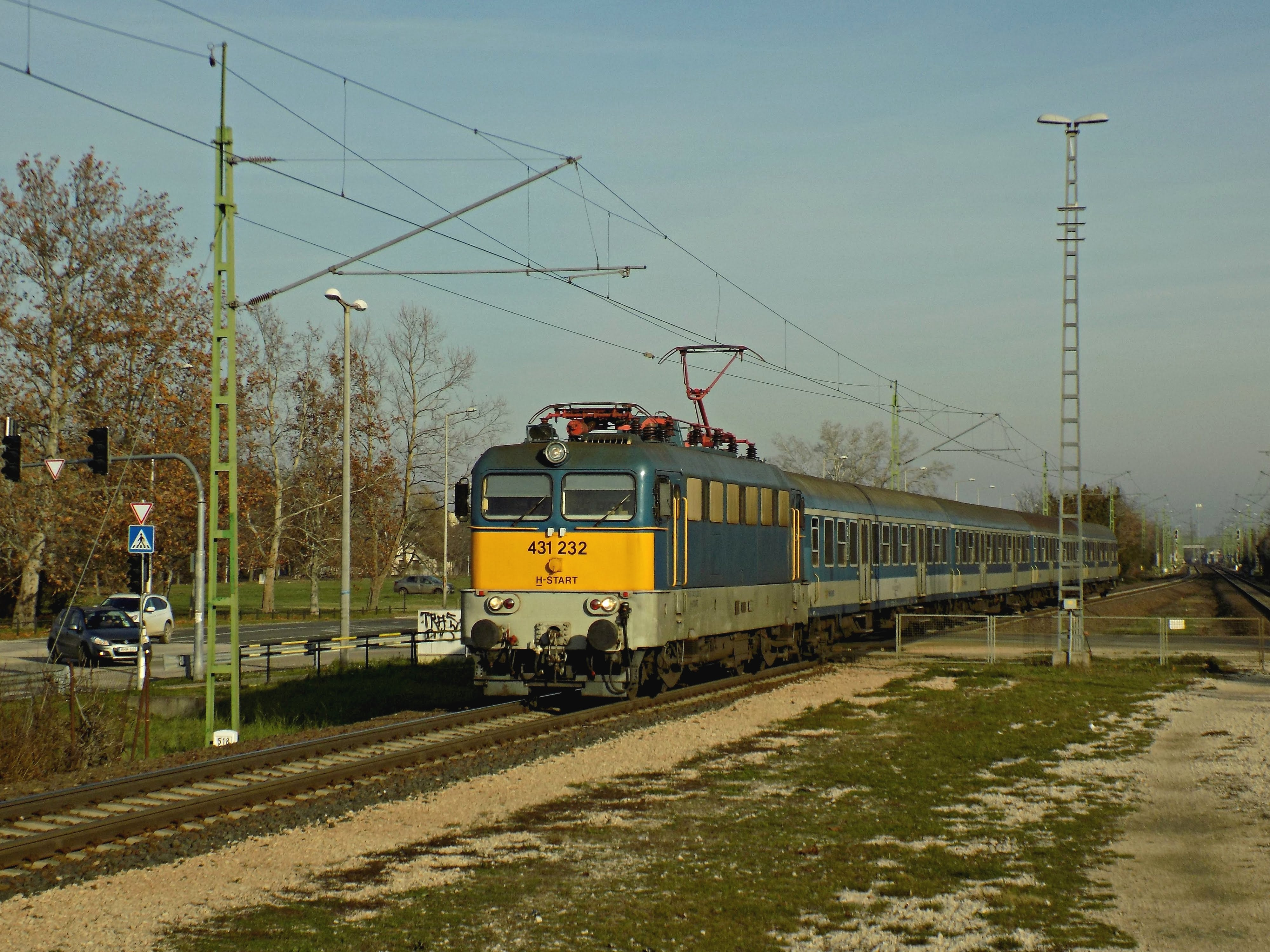
Szombathelyi gyorsvonat Agárd megállóhelynél,
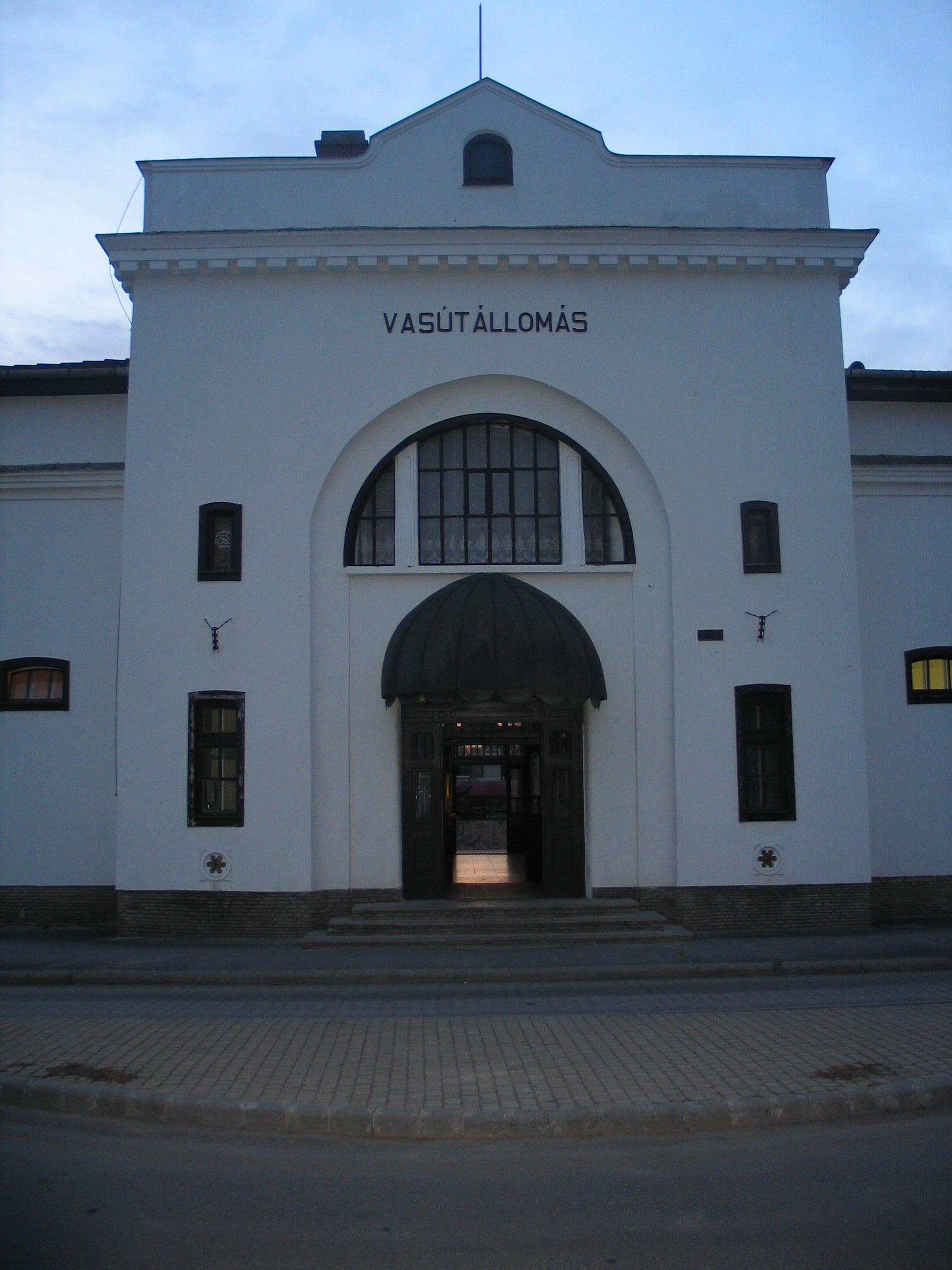
Nagykanizsa vasútállomás
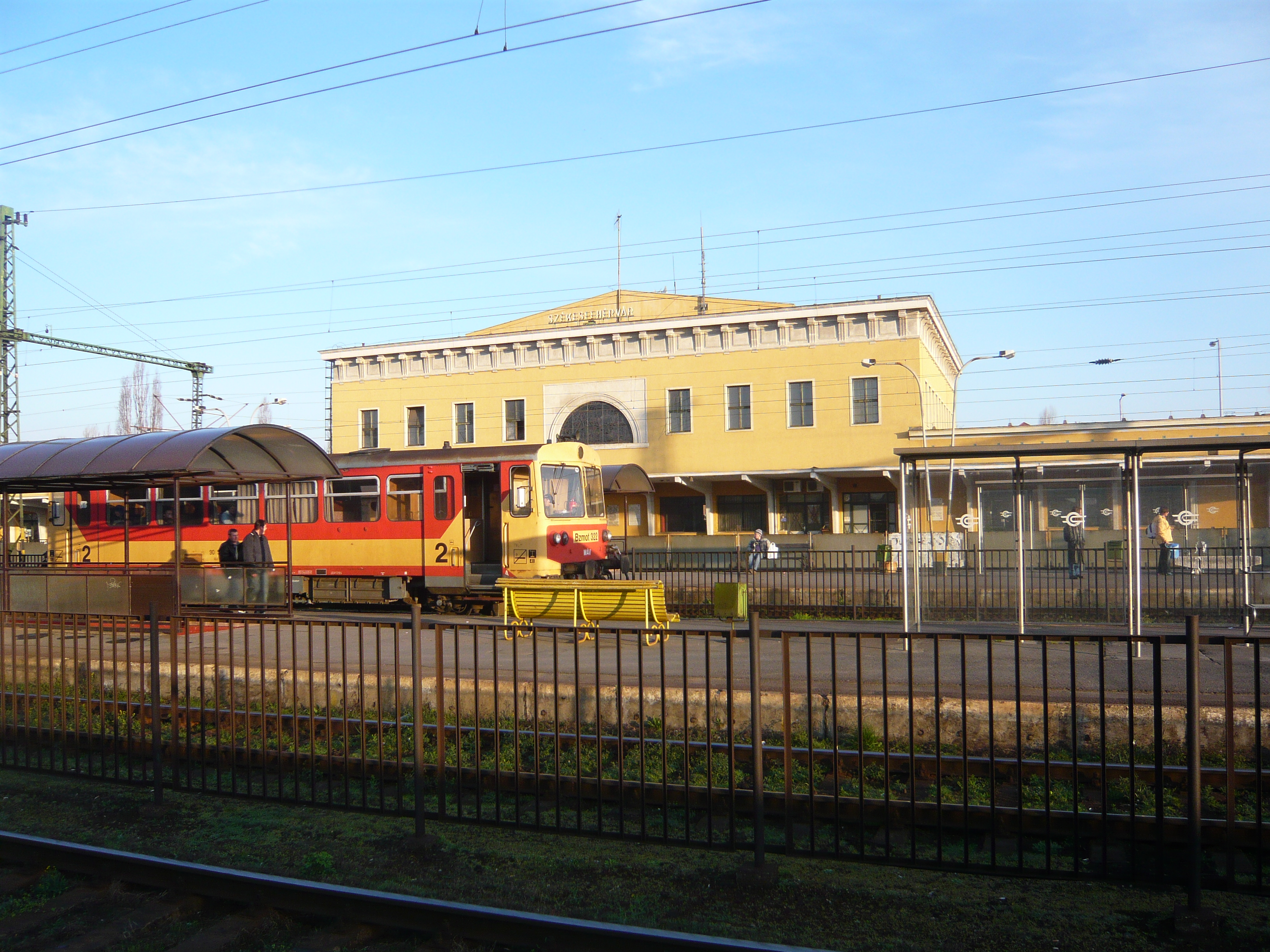
Székesfehérvár vasútállomás
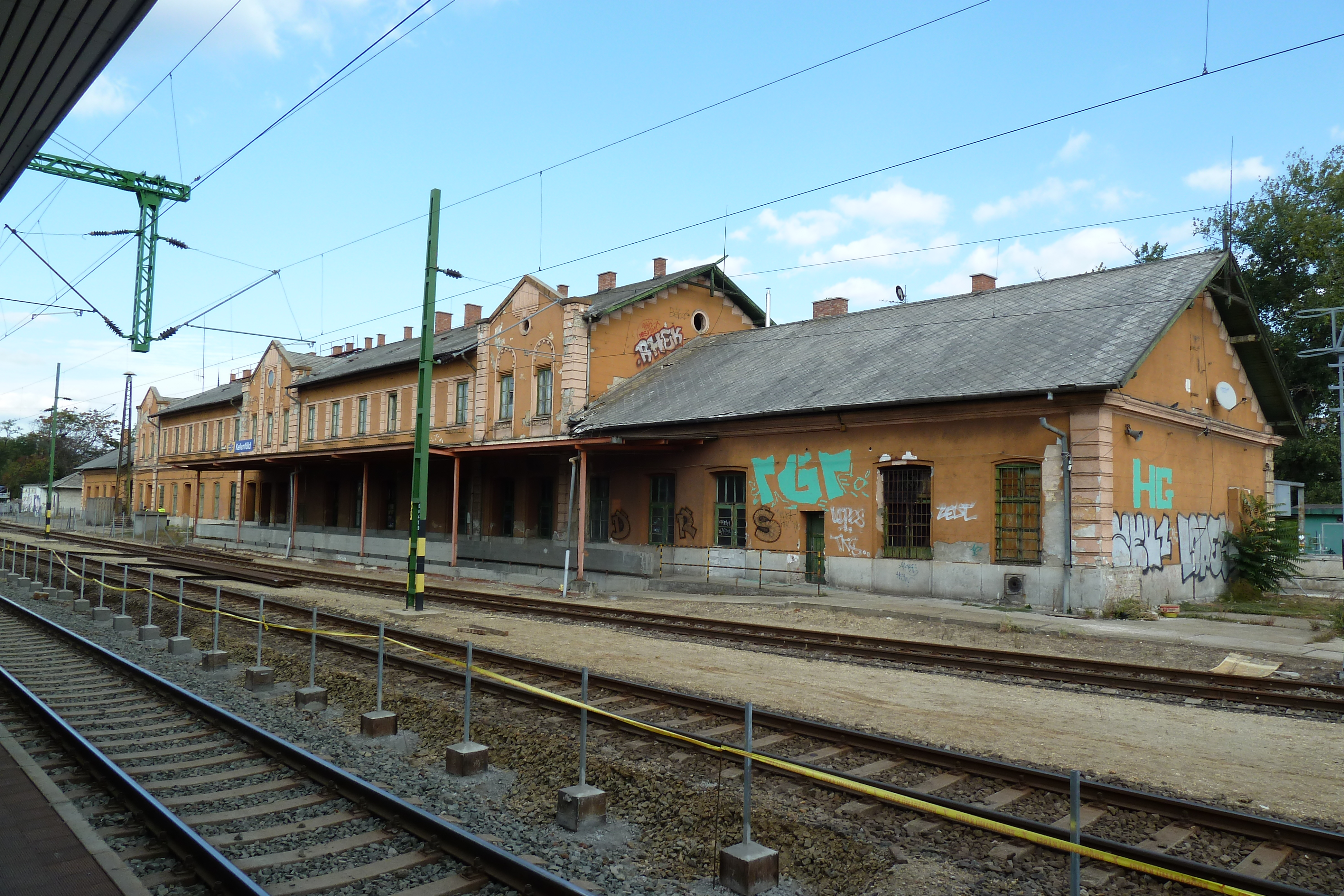
Budapest-Kelenföld vasútállomás
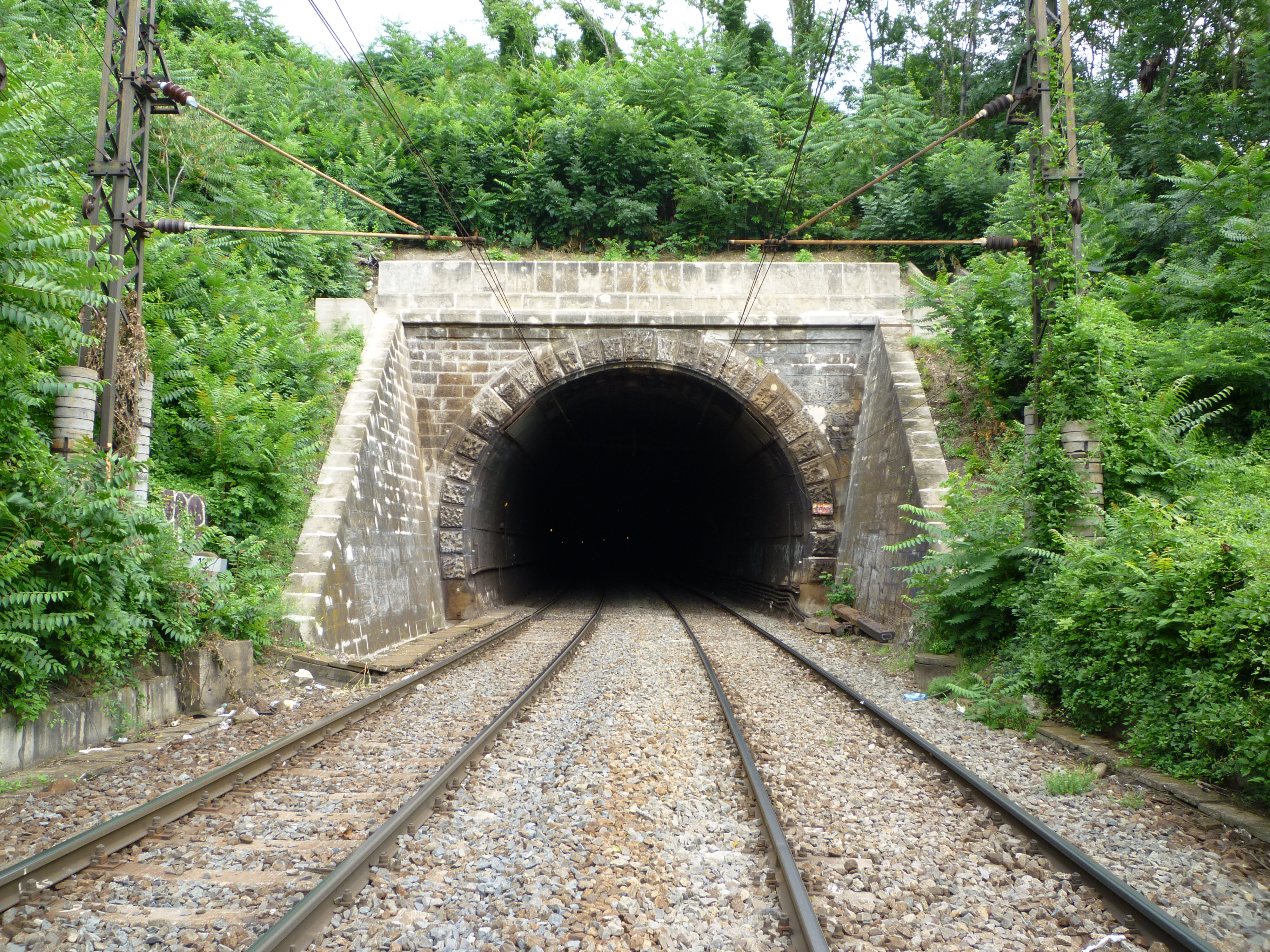
Kis-Gellért-hegyi alagút déli bejárata
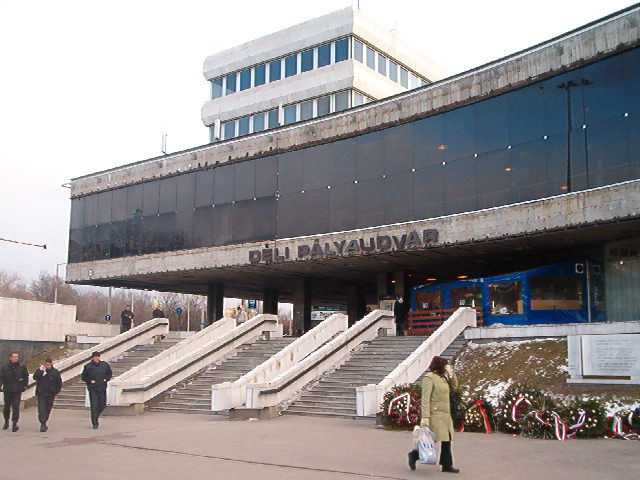
Budapest-Déli pályaudvar